# 팔꿈치

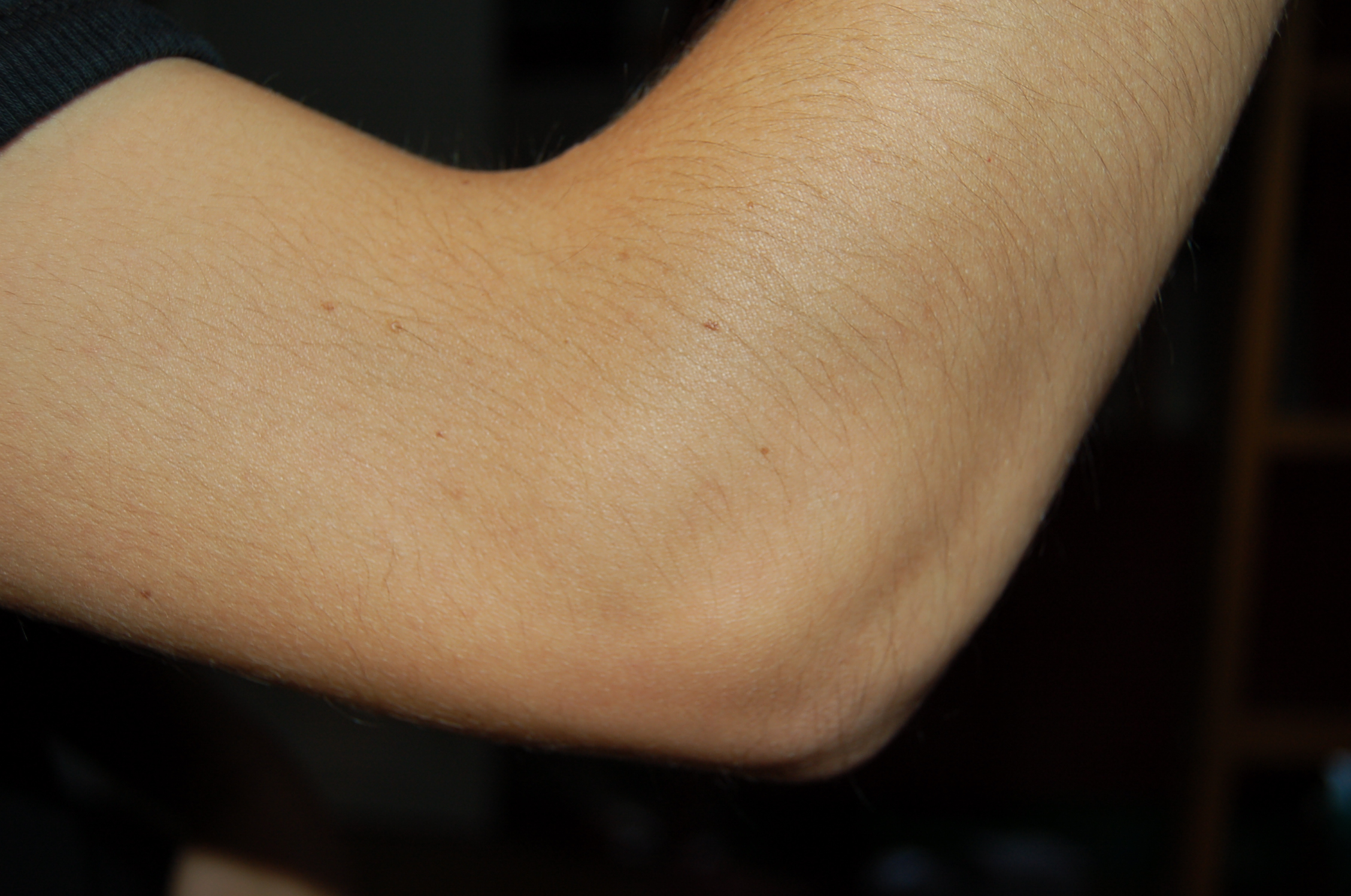
팔꿈치

팔꿈치는 인간의 팔에서 위팔과 아래팔을 연결하는 팔꿈치관절을 둘러싼 근육과 힘줄을 가리킨다.
해부학의 elbow(영어) 또는 cubitus(라틴어)는 한국어에는 대응하는 단어가 없으며, 팔 관절의 바깥쪽인 팔꿈치와 안쪽인 팔오금을 합친 게 cubitus (elbow)이다. 그래서 대한해부학회에서는 팔꿈치와 동의어인 팔꿉을 재정의하여 해부학에서 cubitus (elbow)에 대응하는 단어로 사용하고 있다.

## 기능
팔꿈치 관절의 기능은 팔을 뻗고 구부리고 물건을 잡는 것이다. 팔꿈치의 움직임 범위는 팔꿈치 확장 0도부터 팔꿈치 굴곡 150도까지이다. 기능에 기여하는 근육은 모두 굴곡(상완이두근, 상완근, 상완요골근) 및 신전 근육(삼두근 및 안코누스)이다.
인간의 경우 팔꿈치의 주요 임무는 상지를 단축시키고 늘려 손을 공간에 적절하게 배치하는 것이다. 상 요척골 관절은 팔꿈치 관절과 관절낭을 공유하지만 팔꿈치에서는 기능적 역할을 하지 않는다.
팔꿈치를 펴면 상완골의 장축과 척골의 장축이 일치한다. 동시에 두 뼈의 관절 표면은 해당 축 앞에 위치하며 45° 각도로 벗어난다. 또한, 팔꿈치에서 시작되는 팔뚝 근육은 관절의 측면에 모여 움직임을 방해하지 않는다. 이 배열로 인해 가능해진 팔꿈치의 넓은 굴곡 각도(거의 180°)로 인해 뼈가 서로 거의 평행하게 될 수 있다.

## 같이 보기
- 엉덩부위
- 볼기
- KMLE (의학검색엔진)
- 팔꿉관절근
- 팔오금
- 무릎
- 다리오금